# Biserica Sfântul Ioan Botezătorul din Clopotiva

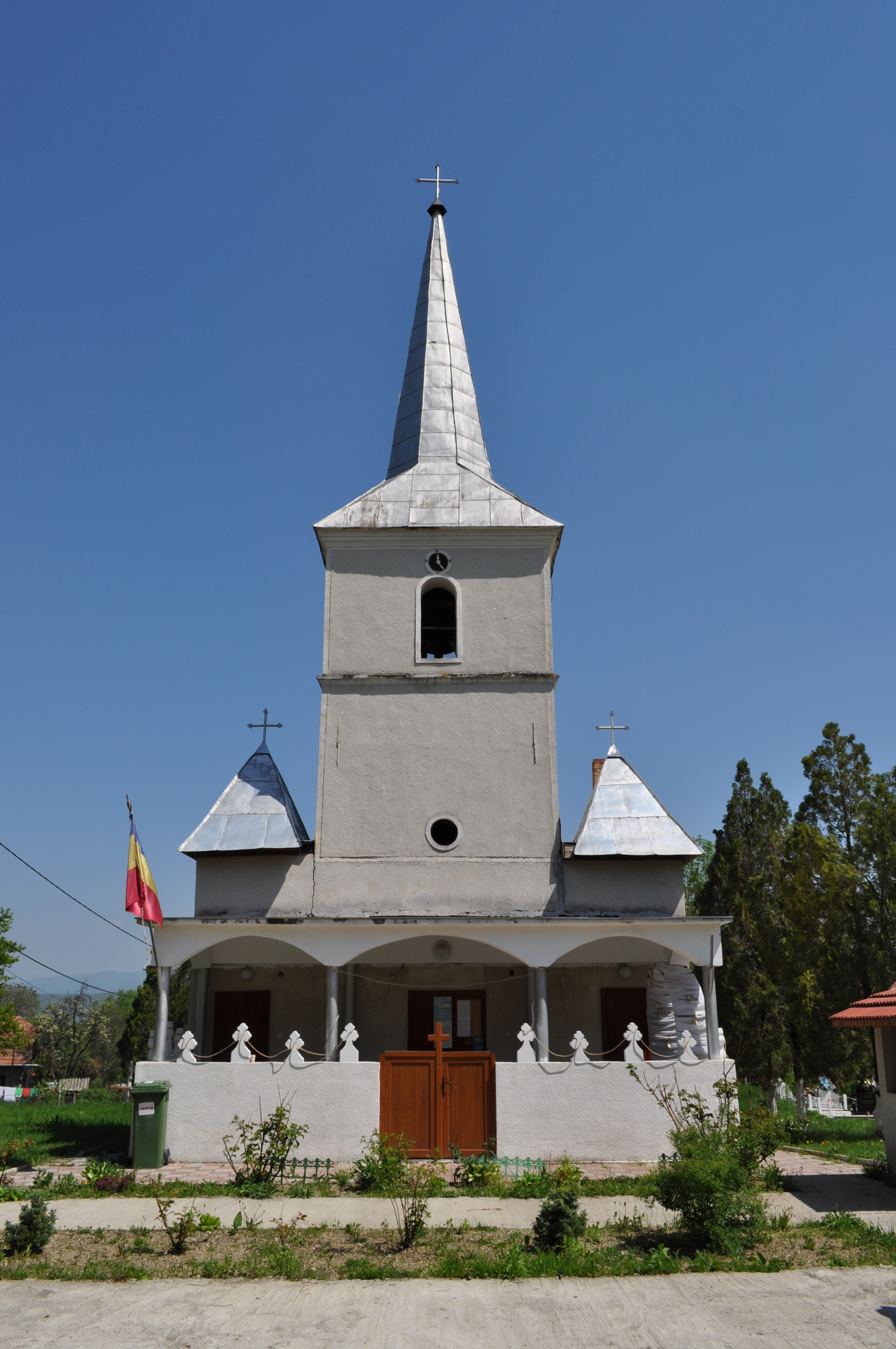
Biserica de zid cu hramul „Sfântul Ioan Botezătorul” din Clopotiva, comuna Râu de Mori, județul Hunedoara, foto: aprilie 2012.

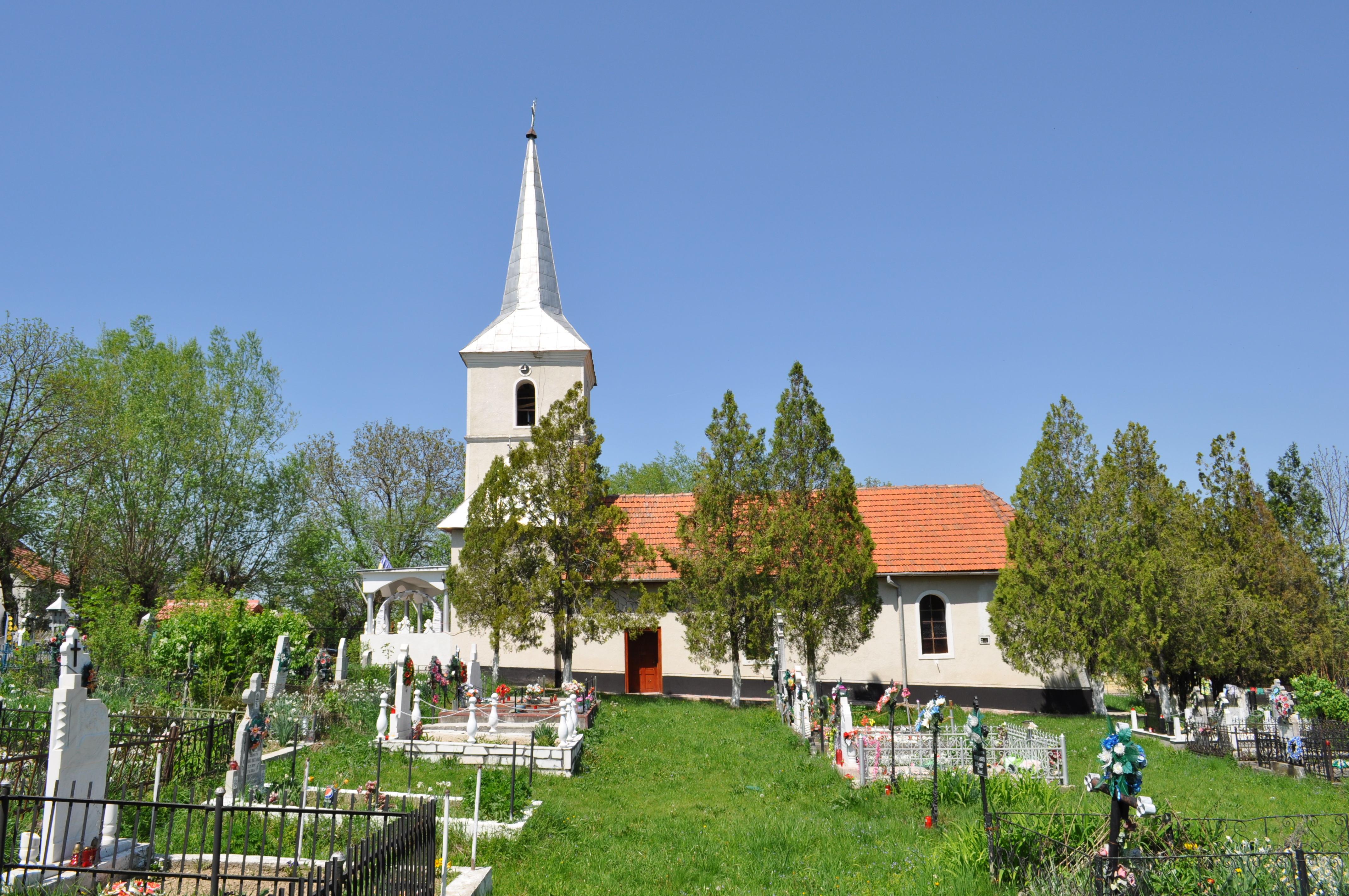
Biserica de zid cu hramul „Sfântul Ioan Botezătorul” din Clopotiva, comuna Râu de Mori, județul Hunedoara, foto: aprilie 2012.

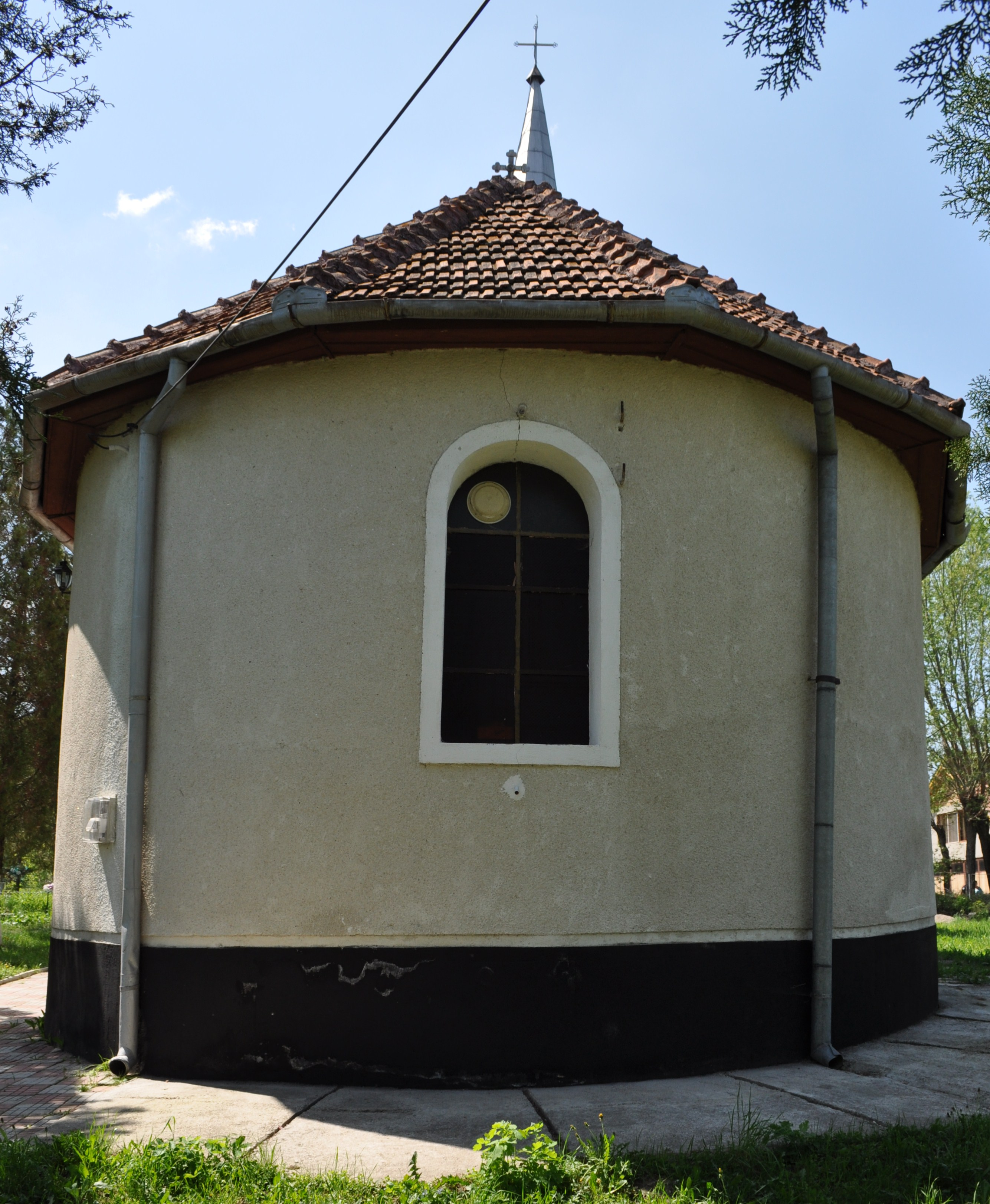
Biserica (est)

Biserica de zid cu hramul „Sfântul Ioan Botezătorul” din Clopotiva, comuna Râu de Mori, județul Hunedoara a fost construită în 1768. Biserica se află pe noua listă a monumentelor istorice sub codul LMI:  HD-II-m-A-03299.

## Istoric și trăsături
Cea de-a doua ctitorie a localității Clopotiva, cu hramul "Sfântul Ioan Botezătorul", a fost construită între anii 1768 și 1770, în timpul păstoririi preotului unit Ioan Popa, pe un teren donat de vicecomitele reformat Pogány János drept compensație pentru vechiul lăcaș de cult cedat reformaților. Este un edificiu de plan dreptunghiular, cu absida semicirculară nedecroșată. Deasupra celor trei intrări, precedate de un pridvor deschis, se înalță o clopotniță centrală robustă, flancată de două turnulețe scunde, toate acoperite cu tablă; în rest, s-a preferat țigla. Biserica, menționată pe harta iosefină a Transilvaniei (1769-1773) și în conscripția din 1829-1831, a fost reparată în anii 1854, 1894, 1968-1969, 1978, 1987 și 2000-2009, fiind împodobită iconografic în 2002, de pictorul Ion Albulescu din Bucova (jud. Caraș-Severin); târnosirea s-a făcut în anul 1968. Și acest lăcaș figurează pe lista monumentelor istorice românești (HD-II-m-A-03299).

## Imagini

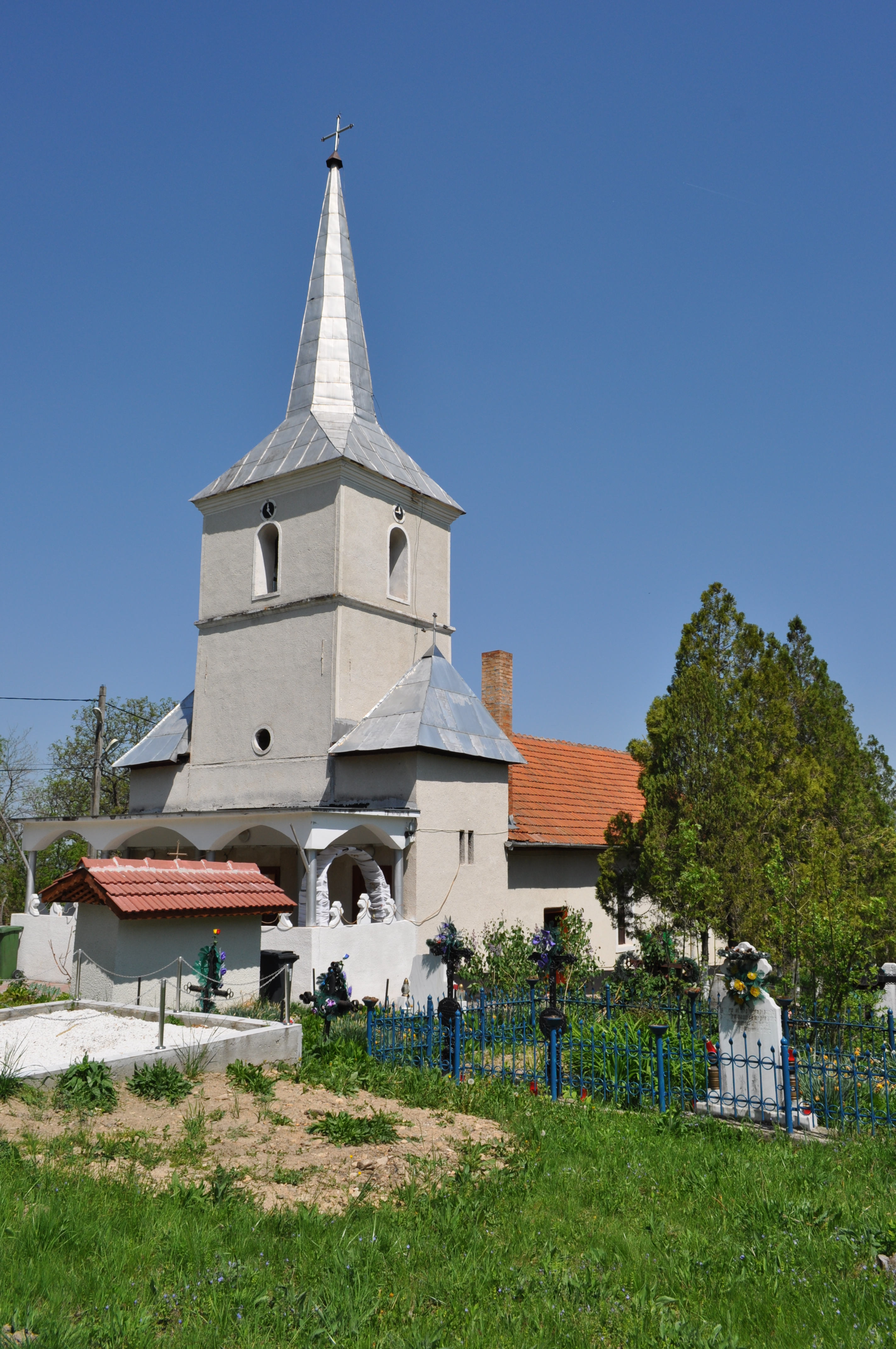
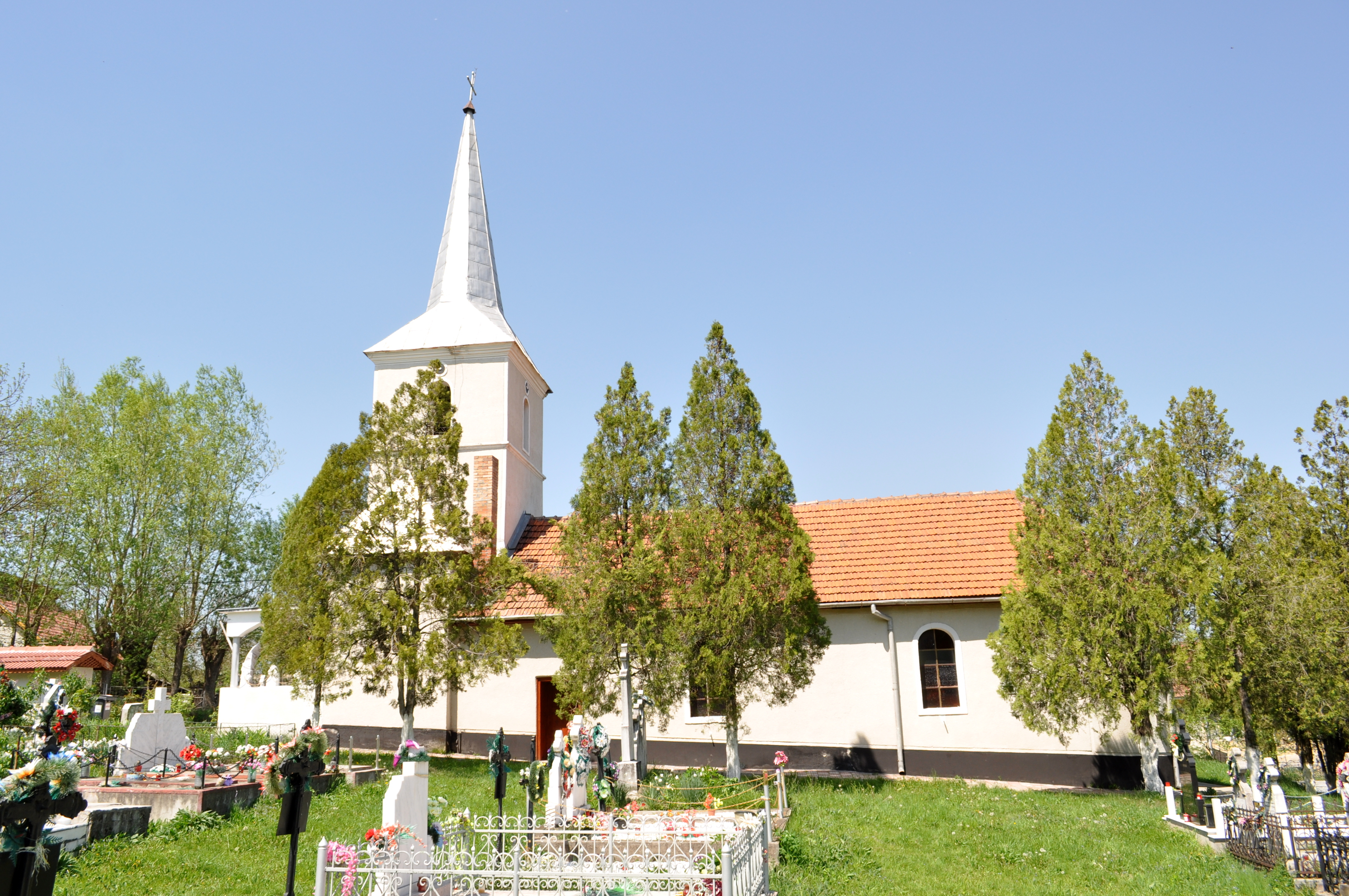
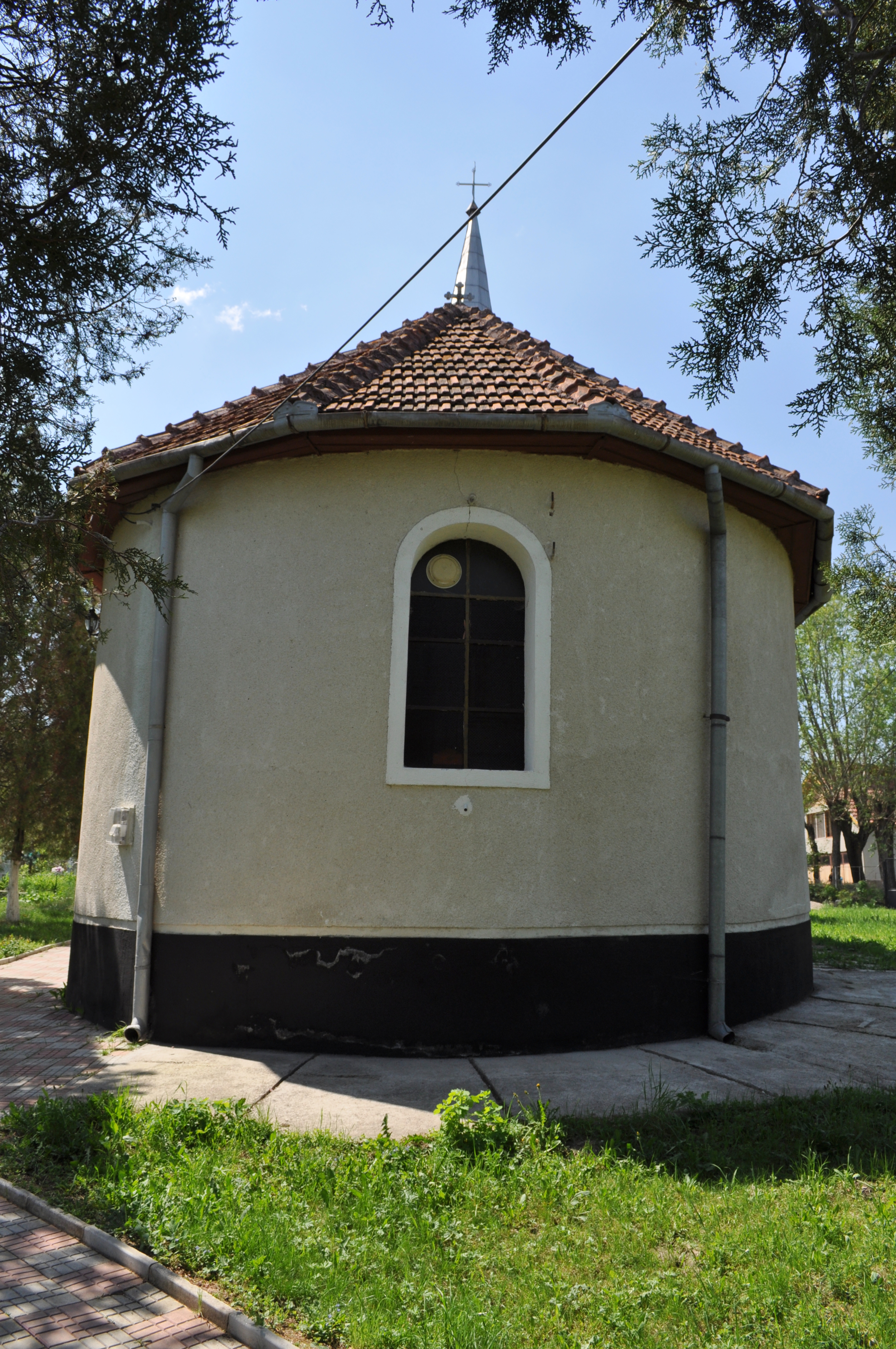